# Biblioteca Pública de San Francisco

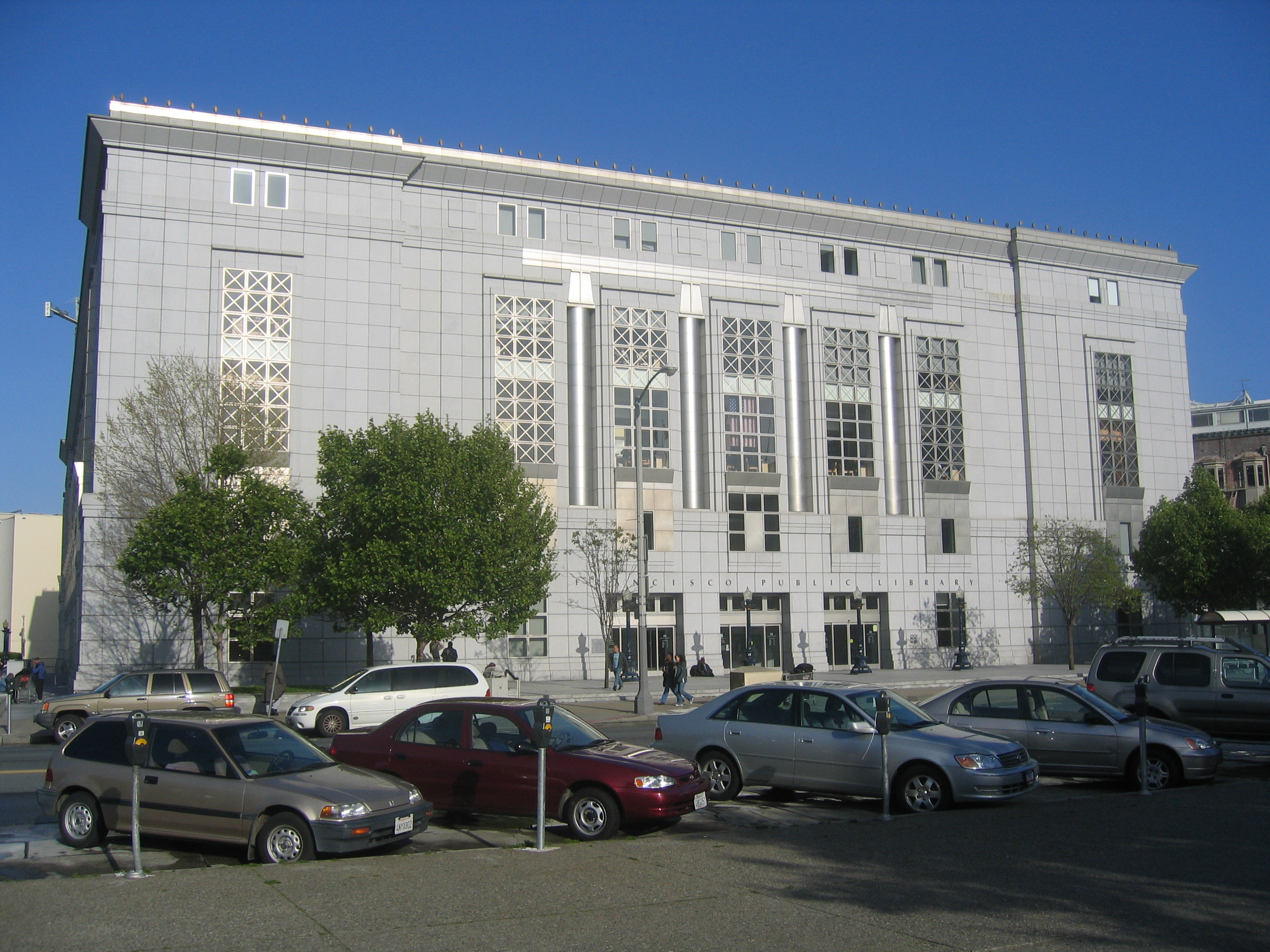
La biblioteca Central de San Francisco (EE. UU.).

La Biblioteca Pública de San Francisco es un sistema de bibliotecas públicas que presta sus servicios a la ciudad de San Francisco. La biblioteca Central está en la zona administrativa de San Francisco, en la calle Larkin, esquina con la calle Grove.
La primera biblioteca pública de San Francisco se inauguró oficialmente en 1879, justo 30 años después de la Fiebre del Oro de California. Desde entonces ha cambiado de ubicación varias veces. Las primeras tres sucursales se abrieron entre 1888 y 1889 en la Misión, North Beach y Potrero Hill.

## Los principios
En 1877 Andrew Smith Hallidie, defensor de la creación de una biblioteca pública en San Francisco, convocó a los residentes de la ciudad a una reunión. En 1878 el gobernador de California, William Irwin, firmó la ley Rogers que creaba un consejo de administración para la biblioteca al mismo tiempo que creaba un impuesto sobre la propiedad para financiar el proyecto de la biblioteca. La Biblioteca Pública de San Francisco abrió sus puertas el año 1879 en la calle Bush, esquina con la calle Kearny y contrató a Albert Halt como primer bibliotecario. En 1888 la biblioteca fue trasladada a la calle Larkin en un ala del edificio del ayuntamiento en la zona administrativa de la ciudad. La propuesta del senador George Hearst convirtió a la biblioteca en depositaria legal federal en 1889.

## La nueva biblioteca Central
La construcción de la nueva biblioteca Central comenzó el 15 de marzo de 1993, y el costo total fue de $109.5 millones. La construcción del edificio terminó en 1995 y se inauguró el 18 de abril de 1996. El edificio tiene una superficie de más de 376.000 pies cuadrados y una altura de siete pisos, uno de ellos subterráneo, y dobla la superficie del anterior edificio de la biblioteca (dañado por el terremoto de Loma Prieta en 1989, reconstruido para albergar el Museo de Arte de Asia).
No obstante, la biblioteca Central tiene sus críticos. El autor Nicholson Baker escribió un mordaz artículo en la revista The New Yorker en octubre de 1996 sobre los libros que la biblioteca había desechado antes de trasladarse al nuevo edificio. También criticaba la sustitución del catálogo de fichas por el catálogo computarizado (informatizado). 
La prensa local, por su parte, ha centrado sus críticas en el diseño del atrio que al ser tan amplio reduce drásticamente el espacio disponible para albergar la colección de la biblioteca.

## Las sucursales
En el año 2006 la Biblioteca Pública de San Francisco contaba con 27 sucursales. La sucursal de Mission Bay abrió sus puertas en julio de 2006 y es la única nueva sucursal que se ha construido en los últimos 40 años.
Lista de las sucursales con el año de su inauguración:
| - Anza (1932) - Bayview (1927) - Bernal Heights (1920) - Chinatown (sucursal de North Beach en 1888-9, Chinatown desde 1921) - Eureka Valley (sucursal de McCreery en 1902, Eureka Valley desde 1962) - Excelsior (1925) - Glen Park (1927) - Golden Gate Valley (1918) | - Ingleside (1925) - Marina (1954) - Merced (1958) - Mission (1888-9) - Mission Bay (2006) - Noe Valley (1916) - North Beach (1958) - Ocean View (1902) - Ortega (1956) | - Park (1895) - Parkside (1936) - Portola (1928) - Potrero (1888-9) - Presidio (1898) - Richmond (1892) - Sunset (1918) - Visitación Valley (1934) - West Portal (1936) - Western Addition (1966) |